# Hortense Diédhiou
Hortense (cũng đánh vần Hortance, Hortence và Hortanse) Diédhiou (sinh ngày 19 tháng 8 năm 1983) là một judoka người Sénégal. Cô đã tham gia ba trò chơi Olympic: 2004 trong sự kiện -52kg, 2008 ở mức -52kg và 2012 ở mức -57 kg. Cô là người mang cờ của Senegal tại lễ khai mạc Thế vận hội mùa hè 2012. Tại Thế vận hội 2004, cô đã gặp Frédérique Jossinet, người đã mời cô đến đào tạo tại Pháp. Theo khuyến nghị đó Diédhiou chuyển đến Provence và năm 2011 đến Paris.